# Kvæde (frugt)
 Denne artikel omhandler frugten kvæde. For planten, se Kvæde.
Kvæde er en pære- eller æblelignende frugt, fra kvædetræet (Cydonia oblonga).
Kvæde har, i flere tusinde år, været spist som frugt; men i dag er den nærmest ukendt.
Den er meget hård at bide i, og de forskellige sorter har varierende indhold af garvesyre, så nogle er meget syrlige eller bitre.
Smagen træder rigtigt frem efter tilberedning, og det menes at kvædemarmelade – pg.a. kvædens naturlige indhold af pektin – var den første marmeladetype.

## Eksterne Henvisninger
- Wikimedia Commons har flere filer relateret til Kvæde (frugt)